# Бюйюкшехир (квартал)
„Бюйюкшехир“ (на турски: Büyükşehir) е квартал на Истанбул, разположен в градска околия Бейликдюзю. Общата му площ е 0,96 км2. Според данни на Адресната система за регистриране на населението (ABPRS) към 2024 г. населението на „Бюйюкшехир“ е 21 257 жители.